# Hermann Volk

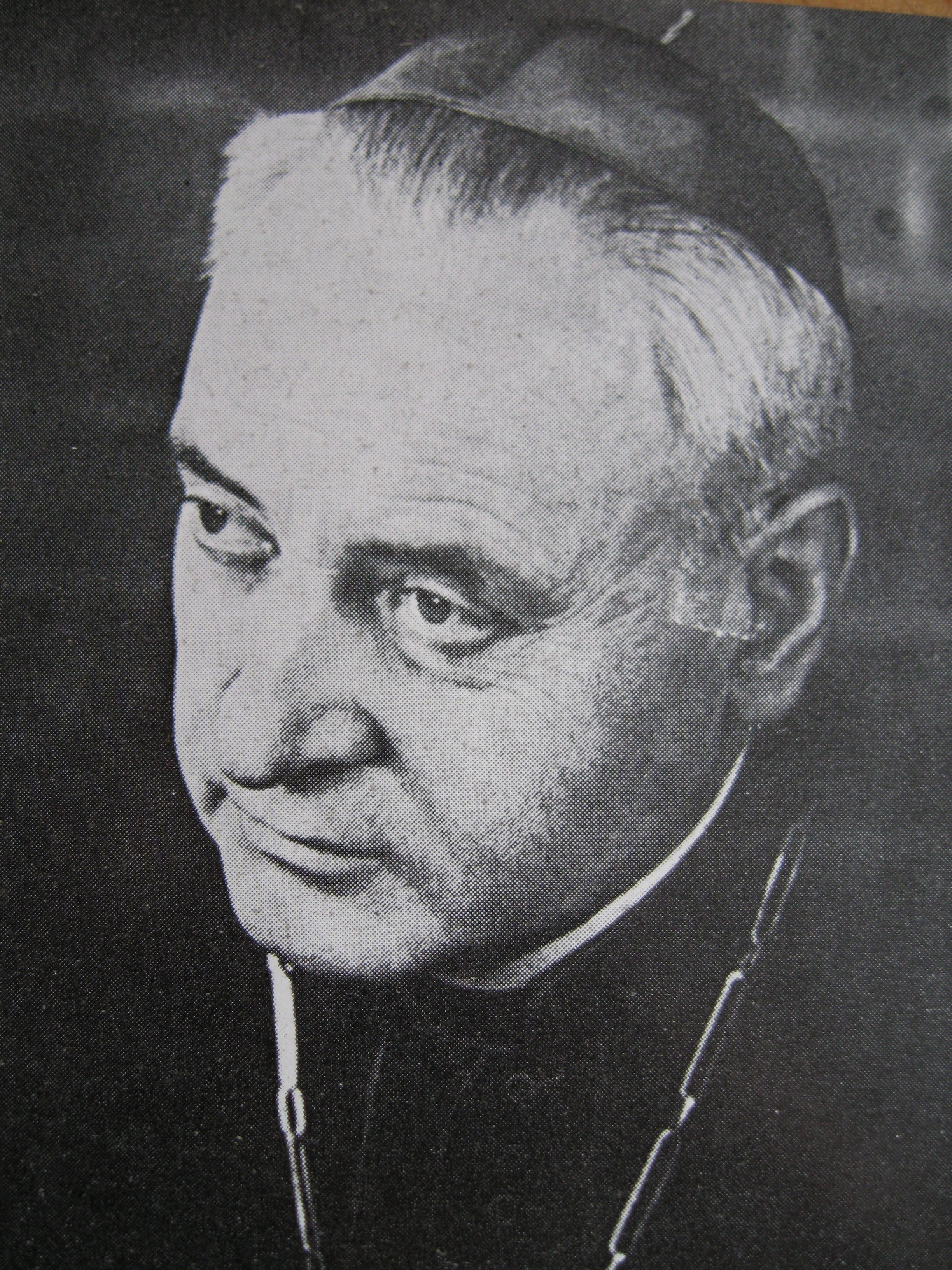
Bischof Hermann Volk (1962)

Hermann Kardinal Volk (* 27. Dezember 1903 in Groß-Steinheim; † 1. Juli 1988 in Mainz) war ein deutscher katholischer Geistlicher und von 1962 bis 1982 Bischof von Mainz. Papst Paul VI. erhob den Mainzer Bischof am 5. März 1973 zum Kardinal.

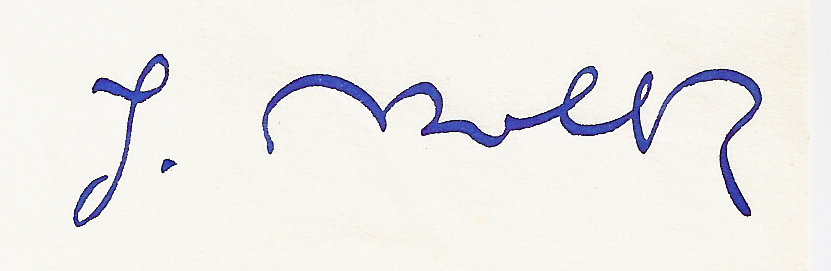
Hermann Volk, Signatur (1961)

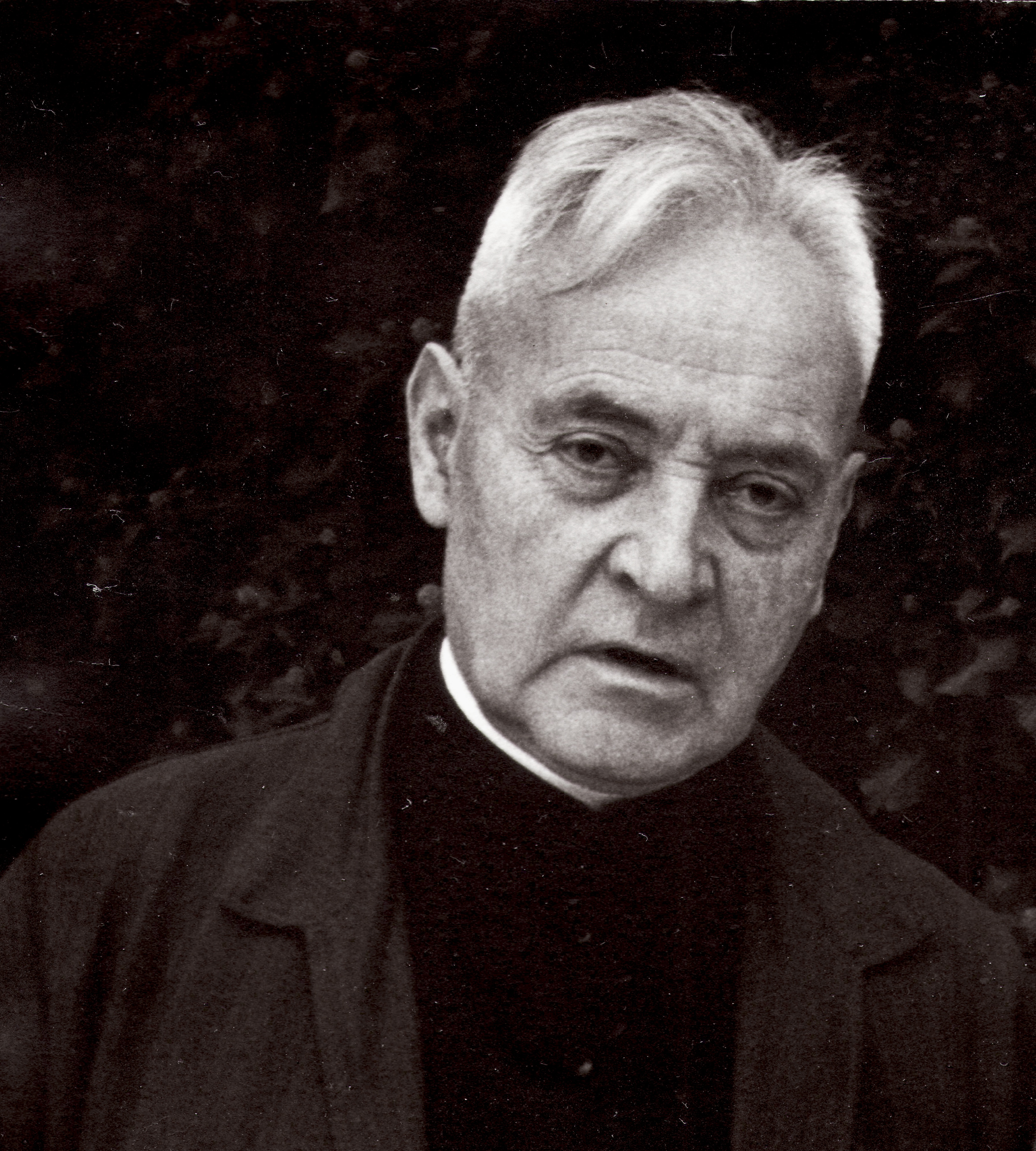
Hermann Kardinal Volk (1975)

Kardinalswappen von Hermann Kardinal Volk

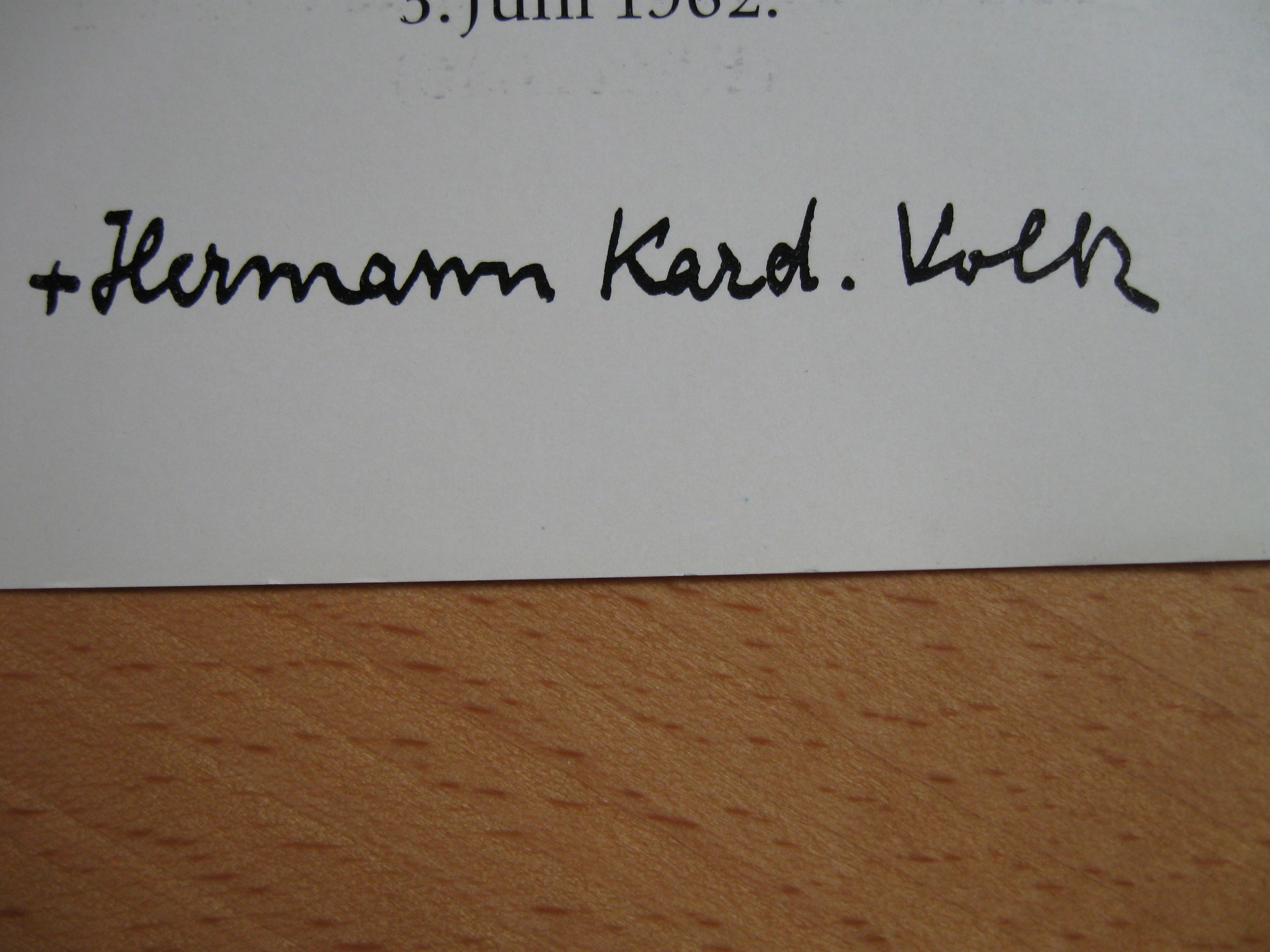
Unterschrift von Hermann Kardinal Volk im Jahre 1987

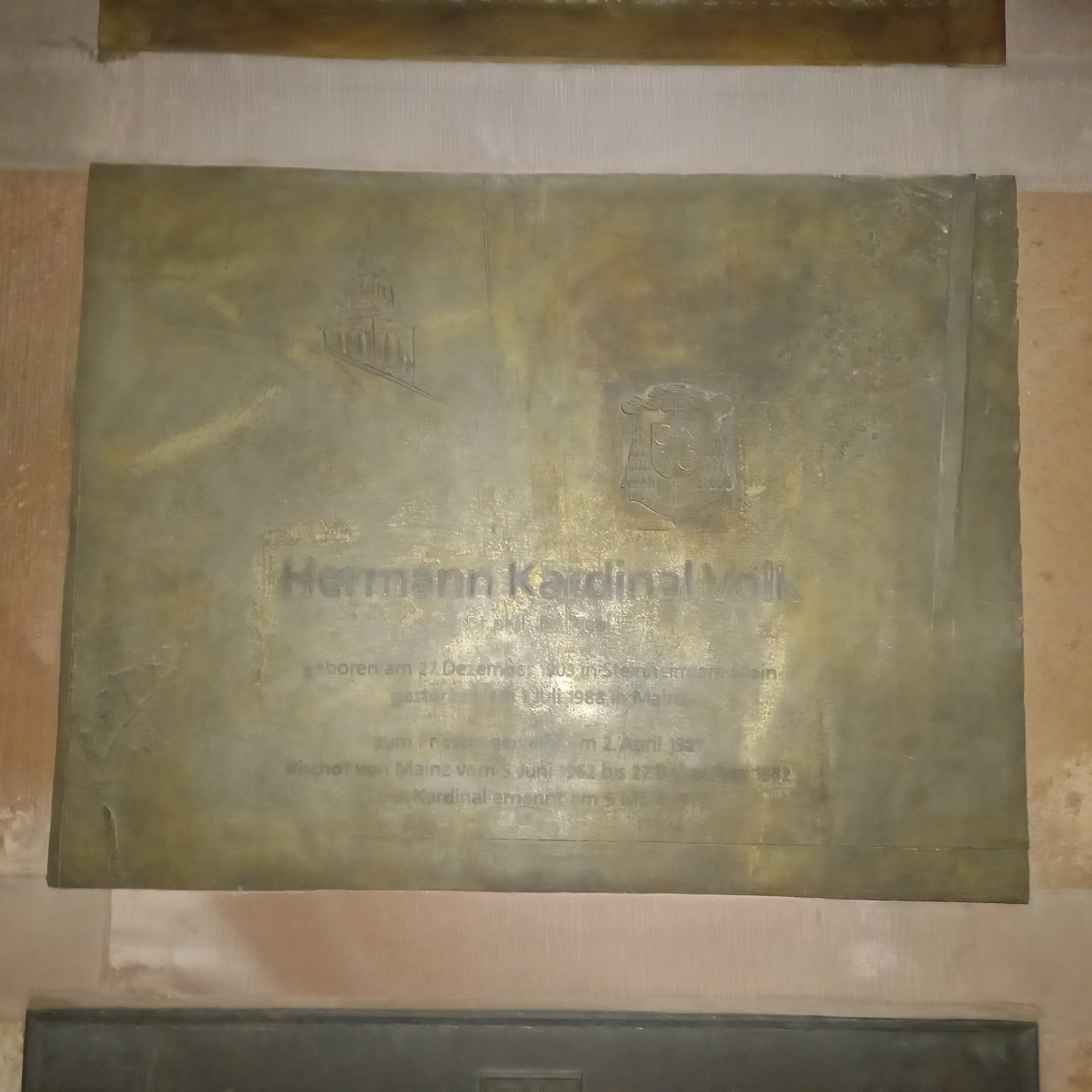
Das Grab von Hermann Kardinal Volk in der Bischofsgruft des Mainzer Doms

## Leben

### Priesterweihe und akademischer Werdegang
Hermann Volk wurde am 27. Dezember 1903 in Steinheim am Main (jetzt ein Stadtteil von Hanau) geboren. Sein älterer Bruder war Georg Volk. Nach dem Abitur trat Hermann in das Mainzer Priesterseminar ein. Am 2. April 1927 empfing er durch Bischof Ludwig Maria Hugo die Priesterweihe. Anschließend war er vom 1. Mai 1927 bis zum 31. August 1931 Kaplan in Alzey und vom 1. September desselben Jahres bis zum 20. April 1935 Kaplan in Mainz in der Pfarrei St. Ignaz. Anschließend wurde er für weitere Studien freigestellt. Hierzu hielt er sich an den Universitäten Freiburg im Üechtland und Münster auf. Am 12. Oktober 1938 wurde er in Freiburg im Üechtland zum Doktor der Philosophie promoviert. Seine Dissertation befasste sich mit der Kreaturauffassung bei Karl Barth. Anschließend war er als priesterliche Aushilfe in Nidda beschäftigt, bis er am 18. September an der Universität Münster zum Doktor der Theologie promoviert wurde. Nach verschiedenen Aushilfsstationen in Offenbach am Main und Gau-Odernheim wurde er am 1. Mai 1941 Pfarrkurator in Nidda. Am 20. März 1943 habilitierte er sich bei Michael Schmaus über Emil Brunners Lehre von der Sünde.

### Professor in Münster
Am 11. August 1946 wurde er Ordentlicher Professor für Dogmatik an der Westfälischen Wilhelms-Universität in Münster. Er half neben seiner Lehrtätigkeit auch in Pfarreien der Innenstadt von Münster und in der Hochschulgemeinde aus. Von 1954 bis 1955 übernahm er auch das Amt des Rektors der Universität. Für seine Verdienste als Hochschullehrer wurde er am 25. Februar 1956 zum Päpstlichen Hausprälaten ernannt. In seiner Funktion als Professor für Dogmatik wurde er schon frühzeitig in die Planungen des Zweiten Vatikanischen Konzils einbezogen. 1960 wurde er deshalb als Consultor in das Sekretariat für die Einheit der Christen berufen. Ab 1966 war er Mitglied dieses Rates.

### Bischof von Mainz und Kardinal

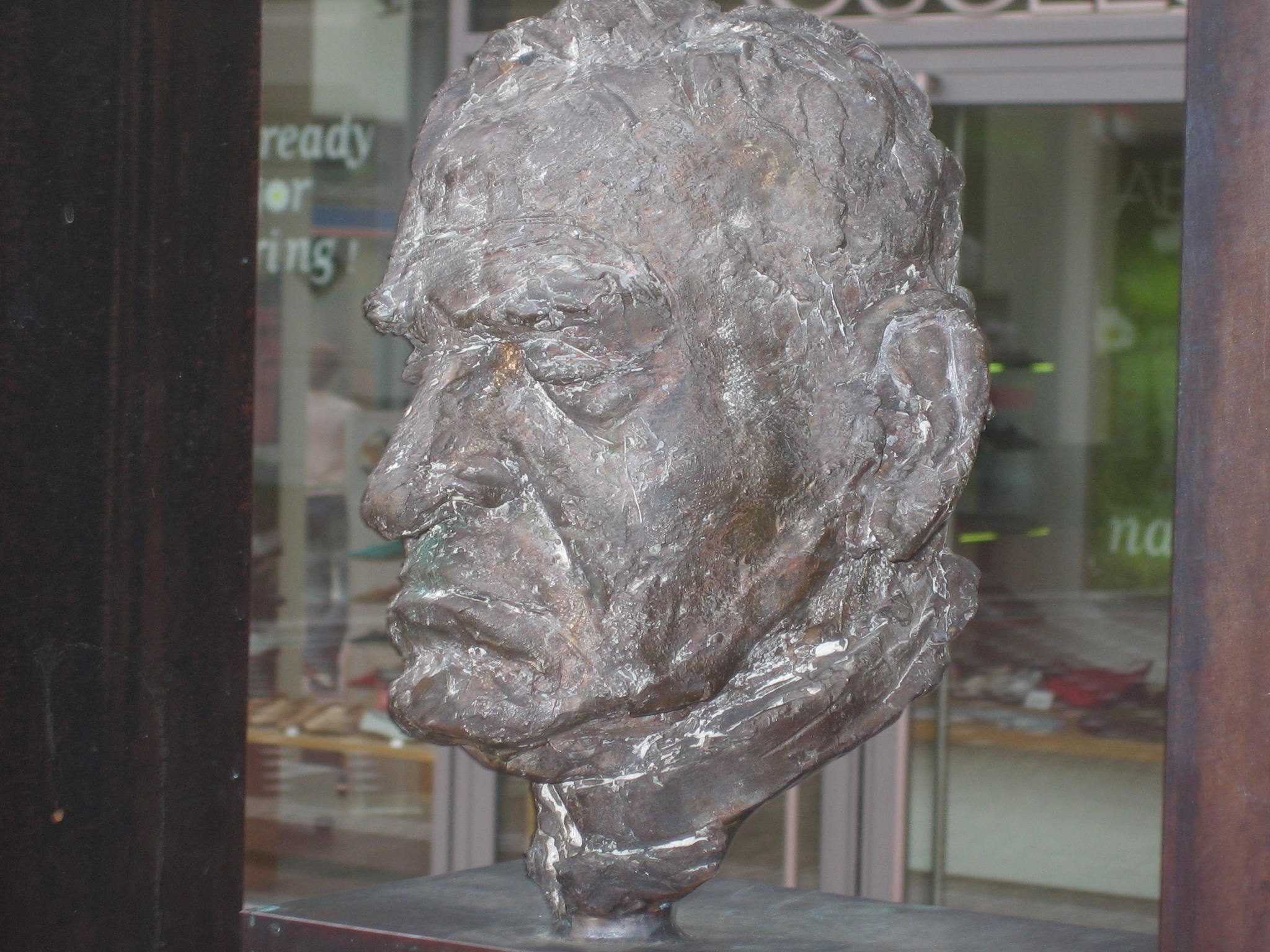
Hermann Kardinal Volk, Bronzeplastik von Karlheinz Oswald auf dem nach ihm benannten Platz in Mainz

Am 3. März 1962 wurde Hermann Volk vom Mainzer Domkapitel zum Nachfolger des am 3. Juni 1961 verstorbenen Albert Stohr gewählt. Papst Johannes XXIII. bestätigte die Wahl am 25. März 1962 und ernannte Hermann Volk damit zum 86. Nachfolger des Hl. Bonifatius auf dem Heiligen Stuhl von Mainz. Die Bischofsweihe fand am 5. Juni im Mainzer Dom statt. Konsekrator war der Freiburger Metropolit, Erzbischof Hermann Schäufele. Mitkonsekratoren waren der Bischof von Rottenburg, Carl Joseph Leiprecht, und der Mainzer Weihbischof Josef Maria Reuß.
Im August desselben Jahres wurde Volk Mitglied der Glaubenskommission der Deutschen Bischofskonferenz, was er bis 1982 blieb. Von 1969 bis 1978 war er außerdem Vorsitzender der Kommission. Im September 1964 wurde er auch Mitglied der Liturgiekommission (bis März 1978), der er ebenfalls von 1964 bis 1969 als Vorsitzender diente. Die Arbeit in dieser Kommission hatte besonderes Gewicht, da in dieser Zeit die Umsetzung der vom Zweiten Vatikanischen Konzil beschlossenen Liturgiereformen erfolgte. Außerdem war er von 1962 bis 1982 Mitglied der Ökumenekommission und von März 1968 bis Mai 1976 Mitglied der Kommission für Wissenschaft und Kultur.
Gerade Bischof von Mainz geworden, nahm Hermann Volk von 1962 bis 1965 als Konzilsvater an allen Sitzungsperioden des Zweiten Vatikanischen Konzils teil. Dort beteiligte er sich u. a. an der Erarbeitung der Konstitution Sacrosanctum Concilium für die Heilige Liturgie. Mehrmals nahm er in so genannten Interventionen in der Plenarversammlung des Konzils zu wichtigen Fragen Stellung. Das Konzilstagebuch Volks wird von Peter Walter und Leonhard Hell ediert.
Nach dem Konzil war Volk, der seit 1968 auch Mitglied der Glaubenskongregation war, als Vorsitzender der Liturgiekommission der Deutschen Bischofskonferenz in die Umsetzung der vom Konzil beschlossenen Liturgiereform involviert. Dabei war er darauf bedacht, zwischen den Bewahrern und Erneuerern einen gesunden Mittelweg zu finden.
Um diese und andere Fragen kümmerte sich auch die Würzburger Synode, die von Januar 1971 bis November 1975 stattfand und die die Beschlüsse des Konzils in Deutschland umsetzen sollte. Hermann Volk gehörte dort der Sachkommission I an, die sich mit der „Glaubenssituation und Verkündigung“ befassen sollte.
Aufgrund seiner Verdienste um die Umsetzung des Konzils gab Papst Paul VI. am 2. Februar 1973 bekannt, den Mainzer Bischof zum Kardinal kreieren zu wollen. Er war damit der erste Kardinal seit Albrecht von Brandenburg (1514–1545) auf dem Mainzer Bischofsstuhl und nach diesem und Konrad I. von Wittelsbach (1183–1200) erst der dritte Mainzer Kardinal überhaupt. Das Konsistorium und die Feierlichkeiten zur Erhebung, fanden am 5. März 1973 in Rom statt, wo dem neuen Kardinal von Papst Paul VI. die Insignien seiner neuen Würde überreicht wurden. Als Titelkirche wurde ihm die Kirche Santi Fabiano e Venanzio a Villa Fiorelli zugewiesen.
Schon ein Jahr zuvor knüpfte Volk erste Kontakte zur Polnischen Bischofskonferenz und hielt dort bei einem Besuch im gleichen Jahr theologische Vorträge vor polnischen Professoren. Anlässlich dieses Besuchs kam er auch mit dem damaligen Krakauer Erzbischof und späterem Papst Karol Wojtyła zusammen, der im September 1978 im Rahmen eines Gegenbesuchs auch Mainz besuchte. Der Austausch der polnischen und der deutschen Bischofskonferenz wurde als wichtiges Signal der Aussöhnung zwischen den Nationen nach den Verheerungen des Zweiten Weltkriegs gesehen.
Im Dreipäpstejahr nahm Hermann Kardinal Volk nach dem Tod Pauls VI. am 6. August 1978 am Konklave August 1978 in Rom teil, aus dem Albino Luciani als Papst Johannes Paul I. hervorging, und nach dessen frühem Tod abermals am Konklave Oktober 1978, das Karol Wojtyla zum neuen Pontifex wählte, der sich den Namen Johannes Paul II. gab.
Noch im selben Jahr zum 27. Dezember, seinem 75. Geburtstag, reichte Volk gemäß den Bestimmungen des kanonischen Rechts seinen Rücktritt ein. Johannes Paul II. nahm das Gesuch nicht an und verlängerte die Amtszeit Volks um zwei Jahre. 1980 bot Volk daher erneut seinen Rücktritt an, der aber von Johannes Paul II. erneut nicht angenommen wurde. Diesmal wurde die Amtszeit unbefristet verlängert. Erst 1982 gab der Papst dem Gesuch wegen der nunmehr angegriffenen Gesundheit Volks statt. Am 27. Dezember 1982 endete die 20-jährige Amtszeit des 86. Bonifatiusnachfolgers.

### Umgang mit sexuellem Missbrauch
Die am 3. März 2023 vorgestellte Missbrauchsstudie für das Bistum Mainz mit dem Titel „Erfahren – Verstehen – Vorsorgen“ ermittelte für den Untersuchungszeitraum von 1945 bis 2022 657 durch sexuelle Übergriffe Betroffene im Bistum Mainz, 59 % von ihnen waren männlich; von den 392 Beschuldigten waren 96 Prozent männlich, 65 Prozent waren Kleriker. Wie sein Vorgänger Albert Stohr und sein Nachfolger Kardinal Karl Lehmann war, so die Ermittler, auch Bischof Hermann Volk durchweg der Schutz der Institution Kirche wichtiger als ein angemessener Umgang mit Betroffenen sexuellen Missbrauchs. Es habe ein System eines institutionellen Selbstschutzes bestanden, das von Empathie für Täter, Gleichgültigkeit für Opfer und dem Abstreiten von Verantwortung geprägt gewesen sei. Stohrs Vorgehen lasse sich mit den Schlagworten „Verharmlosen und Verschweigen“ charakterisieren; oberste Prämisse für sein Handeln sei die Vermeidung öffentlichen Ärgernisses gewesen. Austausch mit Betroffenen gab es nur, wenn sie als Zeugen benötigt wurden oder um sie zum Schweigen zu bringen. Ab Ende der 1960er-Jahre wurde die schon zuvor kaum erfolgte kirchenrechtliche Strafverfolgung komplett eingestellt. Täter wurden in Klöster versetzt, um sie danach wieder im Bistum einzusetzen. Volk habe keinerlei Interesse an der Thematik gehabt und kein Problembewusstsein gezeigt.

### Veröffentlichungen (Auswahl)
- Emil Brunners Lehre von dem Sünder. Münster: Verlag Regensberg 1950.
- Das neue Marien-Dogma. Inhalt, Begründung, Bedeutung. Münster: Verlag Regensberg 3. Aufl. 1956.
- Sonntäglicher Gottesdienst. Theologische Grundlegung. Münster: Verlag Regensberg 2. Aufl. 1958.
- Das christliche Verständnis des Todes. Münster: Verlag Regensberg 2. Aufl. 1959.
- Gott lebt und gibt Leben. Münster: Verlag Regensberg 2. Aufl. 1959.
- Weltgeschichte als Heilsgeschichte. In: Karl Rudolf (Hrsg.): Die Kirche und die Mächte der Welt. Wien: Seelsorger-Verlag 1961, S. 30–47.
- Das Sakrament der Ehe. Münster: Verlag Regensberg 4. Aufl. 1962.
- Theologische Grundlagen der Liturgie. Erwägungen nach der Constitutio De Sacra Liturgia. Mainz: Matthias Grünwald-Verlag 1964.
- Einführung in die Eschatologie. In: Walter Seidel (Hrsg.): Vollendung des Lebens – Hoffnung auf Herrlichkeit. Mainz: Matthias-Grünewald Verlag 1979, S. 9–34, ISBN 3-7867-0804-5.
- Stärke deine Brüder. Predigten in den vier Papst-Gottesdiensten des Jahres 1978. Freiburg im Breisgau: Verlag Herder 1979, ISBN 3-451-18828-7. [Über die Päpste Paul VI., Johannes Paul I., Johannes Paul II.]
- Freut euch im Herrn. Predigten. Mainz: Matthias-Grünewald-Verlag 1988, ISBN 3-7867-1395-2.
- Ihr seid eine neue Schöpfung. Nachdenkliches über Kirche, Konzil und Ökumene. Freiburg im Br.: Herder 2. Auflage 1988, ISBN 3-451-21073-8.
- Gott liebt dich. Worte der Orientierung und Zuversicht. Textauswahl und Vorwort von Raphael M. Schönburg. Freiburg (Schweiz): Kanisius 1992, ISBN 3-85764-354-4.

## Ehrungen und Auszeichnungen
Am 5. Dezember 1964 erhielt Hermann Volk die Ehrenbürgerschaft seiner Heimatstadt Steinheim am Main.
1975, im Jahr des tausendjährigen Jubiläums des Mainzer Doms wurde Hermann Volk am 3. Juni mit der Ehrenbürgerwürde der Stadt Mainz geehrt. Drei Jahre später erhielt er außerdem das Großkreuz pro piis meritis des Verdienstordens Pro Merito Melitensi des Souveränen Malteserordens und das Großkreuz des Verdienstordens der Bundesrepublik Deutschland, nachdem er bereits 1973 das Große Bundesverdienstkreuz mit Stern und Schulterband verliehen bekommen hatte.